# Amantaní (distrito)
Amantani é um distrito do Peru, departamento de Puno, localizada na província de Puno.

## História
O então Presidente da República, Fernando Belaúnde, baixou o decreto de 9 de abril de 1965, crea o distrito d'Amantaní.

## Alcaides
- 2011-2014: Marcelino Yucra Pacompia.
- 2007-2010: Adrián Severo Yanarico Cari

## Festas
- Nossa Senhora da Luz

## Transporte
O distrito de Amantani não é servido pelo sistema de estradas terrestres do Peru.